# بخش مرکزی شهرستان لامرد
 بخش مرکزی شهرستان لامرد نام بخشی است از توابع شهرستان لامرد در استان فارس واقع در جنوب ایران.

## تقسیمات کشوری
- بخش مرکزی شهرستان لامرد
  - دهستان حومه (لامرد)
  - دهستان سیگار

شهر: لامرد

## جمعیت
بنابر سرشماری مرکز آمار ایران، جمعیت بخش مرکزی شهرستان لامرد در سال ۱۳۸۵ برابر با ۴۴۷۱۳ نفر بوده است.